# Đội tuyển Davis Cup Liban
Đội tuyển Davis Cup Liban đại diện Liban ở giải đấu quần vợt Davis Cup và được quản lý bởi Liên đoàn quần vợt Liban.
Lebanon hiện tại thi đấu ở Nhóm II khu vực châu Á/Thái Bình Dương. Họ có 4 lần vào đến vòng I, nhưng chưa thể thắng nổi một trận.

## Lịch sử
Liban lần đầu tiên tham gia Davis Cup vào năm 1957.

## Đội hình hiện tại (2014)
- Ali Hamadeh (cầu thủ nghiệp dư)
- Bassam Beidas (cầu thủ nghiệp dư)
- Kamil Khalil (cầu thủ nghiệp dư)
- Patrick Chucri (cầu thủ nghiệp dư)